# Stella Stevens

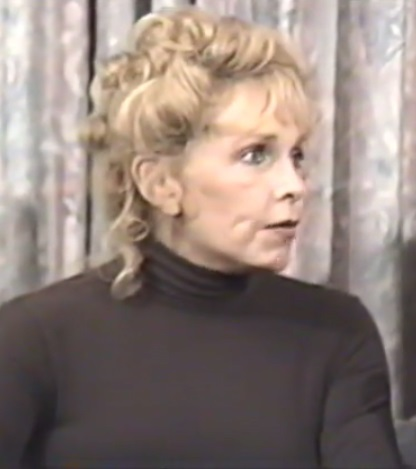
Stella Stevens (2009)

Stella Stevens (* 1. Oktober 1938 als Estelle Eggleston in Yazoo City, Mississippi; † 17. Februar 2023 in Los Angeles, Kalifornien) war eine US-amerikanische Schauspielerin und ein Model. Eine ihrer bekanntesten Rollen ist die der Stella Purdy an der Seite von Jerry Lewis in dem Film Der verrückte Professor aus dem Jahr 1963.

## Privatleben
Stella Stevens wurde 1938 in Yazoo City als einziges Kind von Thomas Ellett Eggleston, einem Versicherungsvertreter, und seiner Frau Estelle Caro, einer Krankenschwester, geboren. Als sie vier Jahre alt war, zog die Familie nach Memphis.
1954 heiratete sie als 16-Jährige – damals waren solche frühen Ehen in den Südstaaten der USA nicht unüblich – Noble Herman Stephens, mit dem sie einen Sohn, den Schauspieler Andrew Stevens (* 1955), bekam. Sie ließen sich 1957, noch vor Beginn ihrer Hollywood-Karriere, scheiden. Ab 1983 hatte Stevens eine langjährige Beziehung mit dem Rock-Gitarristen Bob Kulick. Zuletzt lebte sie in einem Pflegeheim in Los Angeles, wo sie im Alter von 84 Jahren an den Folgen der Alzheimer-Krankheit starb.

## Karriere
Sie wurde im Rahmen einer Modeltätigkeit in Memphis als Schauspielerin entdeckt und erhielt einen Vertrag bei 20th Century Fox. Es folgten einige kleinere Rollen in Fernsehproduktionen, bis ihr im Januar 1960 ein Playboy-Auftritt als Playmate des Monats zu zahlreichen Filmangeboten verhalf. Im selben Jahr wurde sie für ihr Kinodebüt in Engel auf heißem Pflaster, in dem sie eine Chorsängerin spielte, mit einem Golden Globe Award als Beste Nachwuchsdarstellerin ausgezeichnet.
In den 1960er- und 1970er-Jahren war Stevens meist auf den Typus der sexbetonten Blondine festgelegt und spielte viele größere Filmrollen, allerdings ohne sich als Hollywood-Star zu etablieren. Zu ihren bekanntesten Filmen zählt die Dr.-Jekyll-&-Mr.-Hyde-Parodie Der verrückte Professor (1963), in der sie als Studentin Stella Purdy die Filmpartnerin von Jerry Lewis war. Weitere Filmauftritte hatte sie in dem Musikfilm Girls! Girls! Girls! (1962) an der Seite von Elvis Presley, in dem Horrorthriller Das Haus der blutigen Hände (1969) neben Shelley Winters  und in dem vielschichtigen Spätwestern Abgerechnet wird zum Schluss (1970) unter Regie von Sam Peckinpah sowie in dem Katastrophenfilm Die Höllenfahrt der Poseidon (1972).
Parallel zu Kinoauftritten stand sie seit den 1950er-Jahren immer wieder für Fernsehserien vor der Kamera. Von 1980 bis 1982 hatte sie eine der Hauptrollen in der Südstaatenserie Flamingo Road als ehemalige Bordellbesitzerin Lute-Mae Sanders. In späteren Jahren spielte sie häufig in Fernsehfilmen und -serien wie General Hospital und California Clan, daneben war sie in vielen B-Filmen oder Direct-to-Video-Produktionen zu sehen. 2010 stand sie für ihre letzte Filmproduktion, den Tierhorrorfilm Megaconda, vor der Kamera.
Ihre Versuche ab den 1970er-Jahren, als Drehbuchautorin und Regisseurin erfolgreich zu werden, schlugen weitgehend fehl, was sie selbst auch Hollywoods Sexismus und ihrem festgelegten Image der „Blonde Bombshell“ zuschrieb. Bei dem 1979 erschienenen Dokumentarfilm American Heroine und bei The Ranch, einer Komödie von 1989 mit ihrem Sohn in der Hauptrolle, konnte sie aber schließlich Regie führen. 1989 erschien ihr Roman Razzle Dazzle, in dem eine fiktionalisierte Version ihrer selbst die Hauptfigur war.

## Filmografie (Auswahl)
- 1959: Engel auf heißem Pflaster (Say One for Me)
- 1959: Li’l Abner
- 1960: Bonanza (Fernsehserie, Folge Silent Thunder)
- 1961: Die Menschenfalle (Man-Trap)
- 1961: Too Late Blues
- 1962: Girls! Girls! Girls!
- 1963: Vater ist nicht verheiratet (The Courtship of Eddie’s Father)
- 1963: Der verrückte Professor (The Nutty Professor)
- 1964: Helden ohne Hosen (Advance to the Rear)
- 1965: Die Gierigen (Synanon)
- 1965: In den Fängen der schwarzen Spinne (The Secret of My Success)
- 1966: Leise flüstern die Pistolen (The Silencers)
- 1966: In 48 Stunden (Rage)
- 1968: Zärtlich schnappt die Falle zu (How to Save a Marriage and Ruin Your Life)
- 1968: Kugeln sind sein Autogramm (Sol Madrid)
- 1968: Wenn Engel reisen (Where Angels Go Trouble Follows!)
- 1969: Das Haus der blutigen Hände (The Mad Room)
- 1970: Abgerechnet wird zum Schluss (The Ballad of Cable Hogue)
- 1971: Kein Requiem für San Bastardo (A Town Called Hell)
- 1972: Die Höllenfahrt der Poseidon (The Poseidon Adventure)
- 1972: Jede Stimme zählt (Stand Up and Be Counted)
- 1973: Arnold
- 1974: Ein toller Bursche (Honky Tonk, Fernsehfilm)
- 1975: Cleopatra Jones gegen die Drachenlady (Cleopatra Jones and the Casino of Gold)
- 1976: Nickelodeon
- 1977–1983: Love Boat (Fernsehserie, 3 Folgen)
- 1978: Lasersturm (The Manitou)
- 1979: Victor Charlie ruft Lima Sierra (The French Atlantic Affair, Fernseh-Miniserie)
- 1979: The American Heroine (Dokumentarfilm, als Regisseurin und Produzentin)
- 1980–1982: Flamingo Road (Fernsehserie, 38 Folgen)
- 1981: Wacko
- 1983: Fantasy Island (Fernsehserie, 2 Folgen)
- 1984: Ein Engel auf Erden (Highway to Heaven, Fernsehserie, Folge 1x10: „Freundschaften“)
- 1985: Mord ist ihr Hobby (Murder, She Wrote, Fernsehserie, Folge 1x21: „Dunkle Vergangenheit“)
- 1986: Überfall im Wandschrank (Monster in the Closet)
- 1989: Aufs Kreuz gelegt (Jake Spanner, Private Eye, Fernsehfilm)
- 1989: The Ranch (als Regisseurin)
- 1989–1990: California Clan (Fernsehserie, 66 Folgen)
- 1990: Heiße Ware (Down the Drain)
- 1996: Mind Storm – Tödlich vernetzt (Mind Storm, Fernsehfilm)
- 1996: Kaltblütig (In Cold Blood, Fernseh-Miniserie)
- 1996–1998: General Hospital (Fernseh-Seifenoper)
- 1994: Illicit Dreams – verbotene Liebe (Illicit Dreams)
- 1994: Body Chemistry 3 – Heißkalter Mord (Point of Seduction)
- 1995: Phantasmagoria (Computerspiel, Sprechrolle)
- 1995: Highlander (Fernsehserie, Folge „Vendetta“)
- 1997: Bikini Hotel
- 1997: Verzauberte Weihnachten (The Christmas List, Fernsehfilm)
- 2003: Der lange Ritt nach Westen (The Long Ride Home)
- 2004: Blessed – Kinder des Teufels (Blessed)
- 2005: Popstar – Aller Aufstieg ist schwer (Popstar)
- 2010: Megaconda